# Mieczysław Polak
Mieczysław Polak (ur. 30 grudnia 1966 w Jaksicach) – prezbiter Kościoła katolickiego, profesor nadzwyczajny i dziekan Wydziału Teologicznego Uniwersytetu im. Adama Mickiewicza w Poznaniu. Kanonik gremialny Kapituły Kolegiackiej św. Jerzego na Zamku Gnieźnieńskim.

## Życiorys
Jest bratem prymasa Polski abp. Wojciecha Polaka. W 1987 roku wstąpił do Prymasowskiego Wyższego Seminarium Duchownego w Gnieźnie, a w 1992 roku otrzymał święcenia kapłańskie z rąk abp. Henryka Muszyńskiego w bazylice prymasowskiej w Gnieźnie. Do 1994 roku był wikariuszem parafii św. Marcina i Mikołaja w Bydgoszczy. W latach 1999–2011 pełnił różne funkcje w organach gnieźnieńskiej Kurii Metropolitalnej. W latach 2011–2013 był proboszczem parafii Świętej Trójcy w Gnieźnie.

## Praca dydaktyczna
W latach 1994–1996 odbył studia specjalistyczne z zakresu teologii pastoralnej i katechetyki na Wydziale Teologii Katolickiego Uniwersytetu Lubelskiego w Lublinie. W latach 1996–1999 odbył studia doktoranckie z zakresu teologii pastoralnej i pedagogiki religijnej na Wydziale Teologii Katolickiej Uniwersytetu Wiedeńskiego, które zakończył uzyskaniem stopnia doktora teologii. W 2013 roku uzyskał stopień doktora habilitowanego, a w 2016 roku tytuł profesora nadzwyczajnego poznańskiego wydziału teologicznego. 
Od roku 1999 prowadzi zajęcia z dydaktyki i metodyki katechezy oraz teologii laikatu w gnieźnieńskim seminarium duchownym. Aktualnie prowadzi też wykłady i ćwiczenia z teologii pastoralnej. Od roku 2013 prowadzi wykłady i ćwiczenia w Wyższych Seminariach Zakonnych w Obrze i Kazimierzu Biskupim oraz ćwiczenia z katolickiej nauki o małżeństwie i rodzinie na kierunku dialog i doradztwo społeczne. We wrześniu 2024 został wybrany dziekanem Wydziału Teologicznego Uniwersytetu im. Adama Mickiewicza w Poznaniu na kadencję 2024-2028. 